# Mosquito Fork (South Fork Fortymile River)
Der Mosquito Fork (mosquito englisch für „Stechmücke“, fork Bezeichnung für einen „Zufluss“, insbesondere ein „Quellfluss“) ist der etwa 214 km lange linke Quellfluss des South Fork Fortymile River im zentralen Osten von Alaska (USA).

## Flusslauf
Der Mosquito Fork entspringt im Yukon-Tanana Upland, 80 km nordnordwestlich von Tok, auf einer Höhe von 1300 m. Er fließt in überwiegend östlicher Richtung durch eine mittelgebirgsähnliche Landschaft in Zentralalaska. Der Fluss weist unzählige enge Flussschlingen auf. Etwa auf halber Länge durchquert der Fluss die Mosquito Flats, eine Niederung. Der Mosquito Creek trifft schließlich 2 km südsüdöstlich der Ortschaft Chicken auf einer Höhe von 479 m auf den von Süden kommenden Dennison Fork, mit dem er sich zum South Fork Fortymile River vereinigt. 5,7 km oberhalb der Mündung überquert der Taylor Highway (Alaska Route 5) den Fluss (⊙).

## Hydrologie
Der Mosquito Fork entwässert ein Areal von etwa 2935 km². Unterhalb der Einmündung des Ketchumstuk Creek bei Flusskilometer 57 wurden in den Jahren 2015 bis 2019 in den Monaten Mai bis September die mittleren monatlichen Abflüsse gemessen. Dabei wurde im Mai 2016 ein Wert von 33 m³/s ermittelt. Auf der Grundlage der gemessenen Werte und der Annahme, dass in den Wintermonaten der Abfluss vernachlässigbar ist, errechnet sich ein mittlerer Jahresabfluss an der Messstelle von etwa 8 m³/s.

## Namensgebung
Der Fluss erhielt seinen Namen von Prospektoren. 1898 wurde dieser von E. C. Barnard, ein Landvermesser vom U.S. Geological Survey (USGS), übernommen.

## Schutzcharakter
Der 60 km lange Unterlauf des Mosquito Fork unterhalb der Einmündung des Ketchumstuk Creek gehört zum Flusskorridor des Fortymile Wild and Scenic River. Der Mosquito Fork führt nur während der Hochwassersaison ausreichend Wasser für Kanu- oder Raftingtouren. Nahe der Straßenbrücke über den Mosquito Fork befindet sich ein Zugang, um Kanus oder Rafts zu Wasser zu lassen, um im Anschluss, den South Fork Fortymile River zu befahren.

## Geschichte
Früher wurde in den Flüssen der Region nach Gold gesucht. Nahe der Mündung des Mosquito Fork befindet sich das Wrack eines Baggerschiffs aus dieser Zeit.